# لويس أوخيدا
لويس ألبرتو أوخيدا (بالإسبانية: Luis Alberto Ojeda)‏ هو لاعب كرة قدم أرجنتيني في مركز حارس المرمى ولد في يوم 21 مارس 1990 في محافظة سانتا في في الأرجنتين، يلعب حالياً مع أرجنتينوس جونيورز وسبق له اللعب مع نادي يونيون ويبلغ طوله 183 سم.

## روابط خارجية
- لويس أوخيدا على موقع رابطة كرة القدم اليابانية للمحترفين (اليابانية)
- لويس أوخيدا على موقع قاعدة بيانات كرة القدم.إي يو (الإنجليزية)
- لويس أوخيدا على موقع Soccerway.com (الإنجليزية)
- لويس أوخيدا على موقع عالم كرة القدم.نت (الإنجليزية)